# یواس‌اس مک‌درمات (دی‌دی-۶۷۷)
یواس‌اس مک‌درمات (دی‌دی-۶۷۷) (به انگلیسی: USS McDermut (DD-677)) یک کشتی بود که طول آن ۳۷۶ فوت ۶ اینچ (۱۱۴٫۷۶ متر) بود. این کشتی در سال ۱۹۴۳ ساخته شد.